# Wojciech Długoraj
Wojciech Długoraj (okolo 1557 - po roce 1619), také nazývaný Wiecesław Długoraj, Adalbert Długoraj a Gostinensis, byl polský renesanční hudební skladatel a loutnista.

## Životopis
Místo jeho narození je neznámé; k jeho domnělým rodištím patří polská obec Gostyń a Gostynets na Ukrajině. Působil na dvoře vojevůdce S. Zborowského, mezi lety 1583 a 1585 pak na královském dvoře also at the royal court of Štefana Batoryho.
První Długorajův pán, Samuel Zborowski, se vyznačoval krutým chováním, pročež Długoraj jeho dvůr opustil. V místě svého nového zaměstnání u Štefana Batoryho se mu vedlo lépe, byl však odhalen a vyzván k tomu, aby se vrátil do služby ke Zborowskému. Długoraj se však této povinnosti vyhnul když našel doličné dopisy dokládající Zborowského krutost; dopisy poslal králi prostřednictvím Jana Zamoyského. Zborowski byl posléze popraven, avšak Długoraj byl nucen uprchnout do Německa ve strachu z dědiců Zborowského kteří mu přísahali pomstu. Svůj život zjevně dožil v zahraničí.
Długoraj je známý svými fantaziemi, villanelami, skladbami pro loutnu a tanci.